# 埃爾埃斯托爾
埃爾埃斯托爾是危地馬拉的城鎮，由伊薩瓦爾省負責管轄，位於該國東部，始建於1871年，面積2,896平方公里，海拔高度45米，受熱帶氣候影響，2002年人口42,984。
15°32′N 89°21′W / 15.533°N 89.350°W